# バハードゥル・シャー2世
バハードゥル・シャー2世（ウルドゥー語: بہادر شاہ ظفر, Bahadur Shah II, 1775年10月24日 - 1862年11月7日）は、北インド、ムガル帝国の第17代（最後の）君主（在位：1837年 - 1858年）。第16代君主アクバル2世の長男（夭折した兄がいるので正確には次男）。母はラール・バーイー。
1837年、バハードゥル・シャー2世は62歳の高齢で帝位を継承した。だが、この頃すでにムガル王朝の権力はデリー周辺にしか及ばず、インド内部はそれ以外の各地で地方勢力や欧州列強が入り乱れる錯綜とした社会となっていた。
特に、1757年のプラッシーの戦いでフランスからインド植民の権利を勝ち取ったイギリス東インド会社の勢力は、18世紀後半以降インド半島全域で大幅に拡大してゆき、1845年から1849年にかけてシク戦争を起こしてシク王国を滅ぼし、いよいよイギリスがインド全体の支配者になろうとしていた。
1857年5月、インド大反乱（セポイの乱）が勃発すると、バハードゥル・シャー2世はデリーに入城した反乱軍によりその最高指導者として擁立された。だが、彼は反乱軍に協力的ではなく、9月にデリーが占拠されると、あっさり降伏してしまう。
1858年、イギリスはバハードゥル・シャー2世をビルマのラングーンへと追放し、これによってムガル帝国は終焉を迎えた。廃帝は追放先のラングーンで一族と余生を過ごし、1862年に失意のうちに死亡した。

## 生涯

### 即位以前と即位

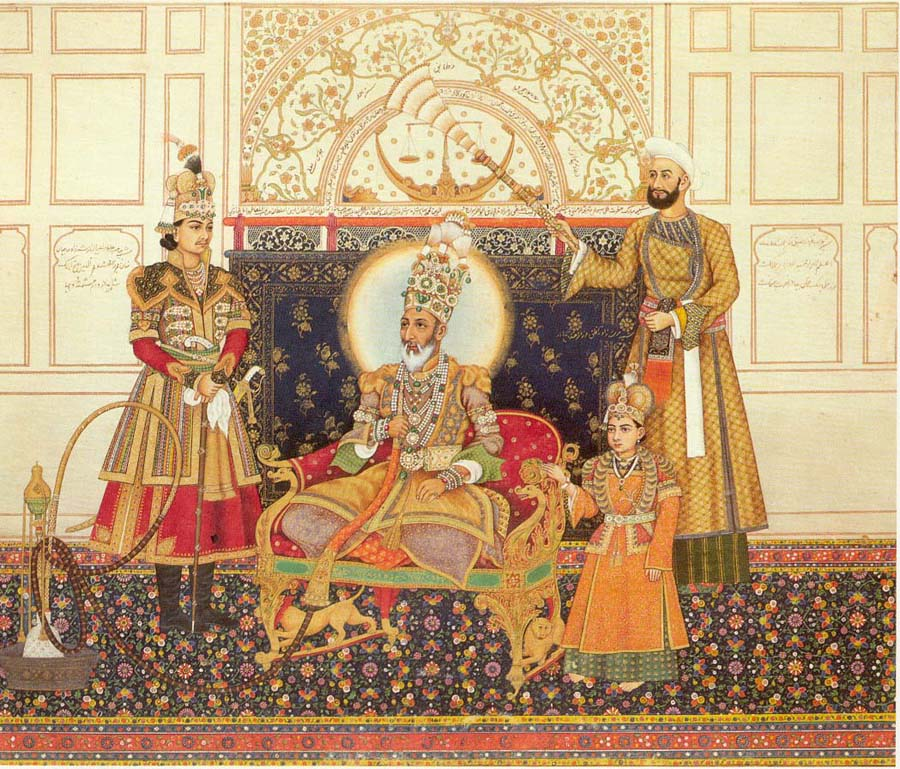
バハードゥル・シャー2世の即位式の様子を描いた絵画。横には皇子ミールザー・ファトフル・ムルク（左）とミールザー・ファルフンダ・シャー（右）がいる

1775年10月24日、バハードゥル・シャー2世ことミールザー・アブー・ザファルは、ムガル帝国の皇帝アクバル2世とその側室ラール・バーイーとの間に生まれた。
当時、ムガル帝国は衰退の中にあり、あらゆる勢力の中で権威のために利用され、1788年には祖父のシャー・アーラム2世と父は盲目にされてしまった。
ムガル帝国はマラーターの保護下にあったため、1803年8月に勃発した第二次マラーター戦争にも巻き込まれ、9月にはデリーはイギリスの保護下に入った。父アクバル2世の治世、イギリスはあらゆる方法で帝権を削り、皇帝の権威はデリー城の中でしか行使できなくなくなり、その年金生活者となっていた。
帝室の間でも内輪もめがあった。アクバル2世の妃ムムターズ・マハルは息子のミールザー・ジャハーンギール・バフトを皇太子に推し、父もそれを認めたため、兄でありかつ庶子のミールザー・アブー・ザファルは帝位継承者から外されてしまった。
だが、1812年にミールザー・ジャハーンギール・バフトは祭りの最中にイギリスの駐在官を銃で射撃してしまったため、彼はデリーから追放され、兄であるミールザー・アブー・ザファルが再び皇太子となった。とはいえ、彼もまた皇太子時代には、イギリスと意見の食い違いから問題を起こしていたようである。
1837年9月28日、皇帝アクバル2世は帝都デリーで崩御し、ミールザー・アブー・ザファルは「バハードゥル・シャー（2世）」の称号のもとを即位した。このとき、彼の戴冠を執り行ったのはイギリスのインド総督代理だったことから、イギリス勢力の伸長がうかがえる。

### 平和な治世とイギリスの侵略完了

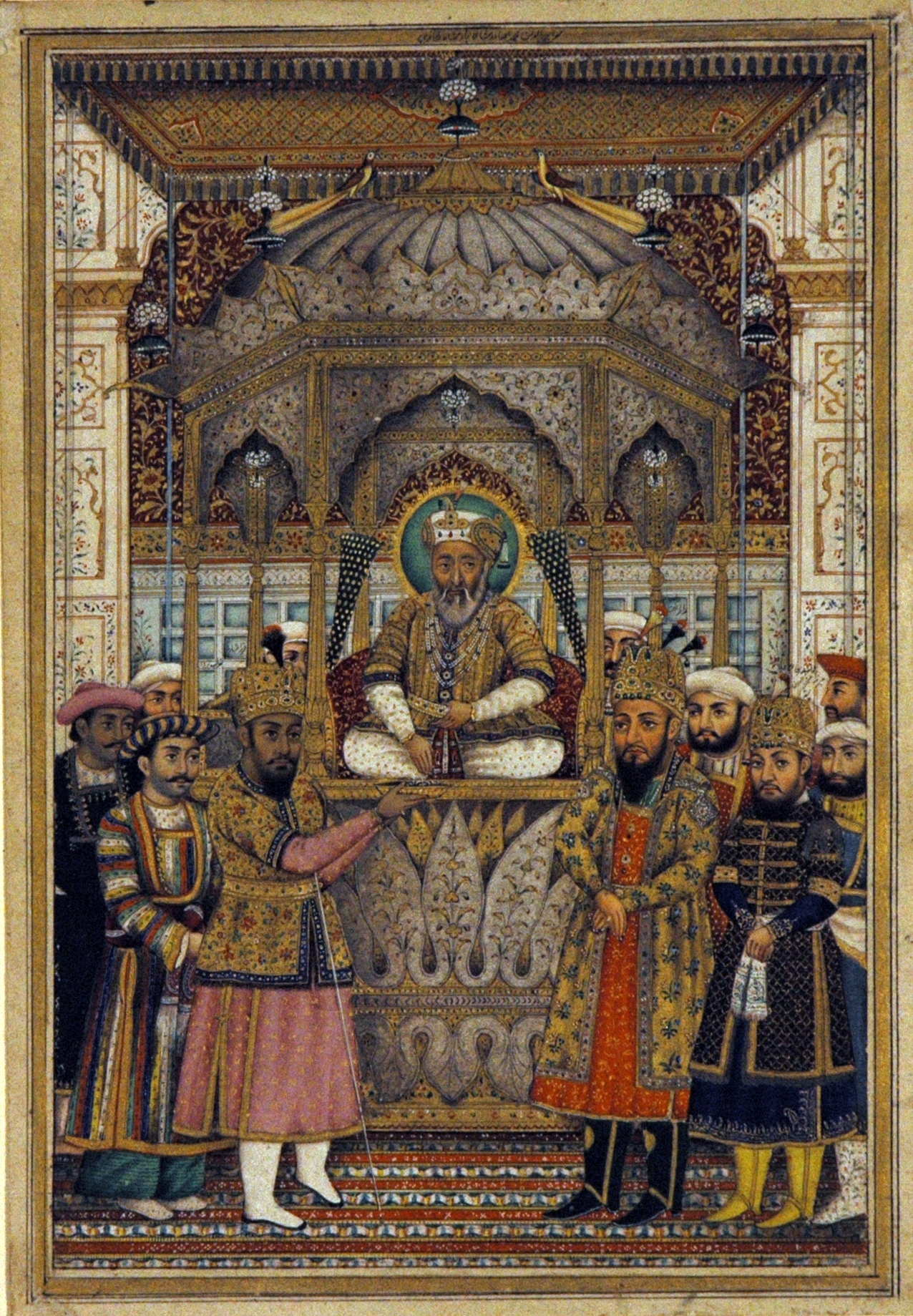
バハードゥル・シャー2世のダルバール

バハードゥル・シャー2世はその治世下、父アクバル2世と同様に、宮廷儀礼やデリーを練り歩く大行列をよく行った。彼はまた凧揚げと、そして父の時代より宮廷で流行したウルドゥー詩にも熱中し、その学者でもあった。
バハードゥル・シャー2世は当時傑出していた詩人として知られるガーリブ、ダーグ、ムーミン、ゾークなどを宮廷詩人として雇った。1847年以降雇ったガーリブはその中でも特に傑出しており、彼はバハードゥル・シャー2世の治世に多くの素晴らしい詩を残した。ただ、ガーリブはバハードゥル・シャー2世の詩の文体は簡単に真似ることができるものとして、その詩作をあまり評価していなかったといわれる。
一方、ムガル帝国を保護しつつインドを侵略していたイギリスは、そのインド植民地化が最終局面を迎えようとしていた。1845年から1849年かけて行われた2次にわたるシク戦争で、イギリスはシク教徒のシク王国に勝利し、パンジャーブなど北西インドを併合して、全インドの植民地化を完成した。
ムガル帝国も例外ではなく、1854年にイギリスのインド総督、ダルハウジー侯爵ジェイムズ・ラムゼイはバハードゥル・シャー2世の死後、その後継者は皇帝ではなく藩王として扱い、ムガル帝国を藩王国とすることを決定した。だが、ラムゼイのこの計画は本国政府の反対で挫折した。
このように、イギリスは反抗的な勢力をインドから一掃するとともに、ムガル帝国の名目的主権さえ奪おうとしたが、その前にイギリスによるインド支配に対する人々の不満が高まりつつあった。この頃、イギリスの長年の統治に対し、農民、商工業者、シパーヒー（インド人の兵士）、宗教関係者、知識人、旧支配層らは憤慨し、鬱積していた。ことに、1856年2月のアワド藩王国の理不尽な併合によって、それは頂点を極めた。

### インド大反乱と最高指導者擁立

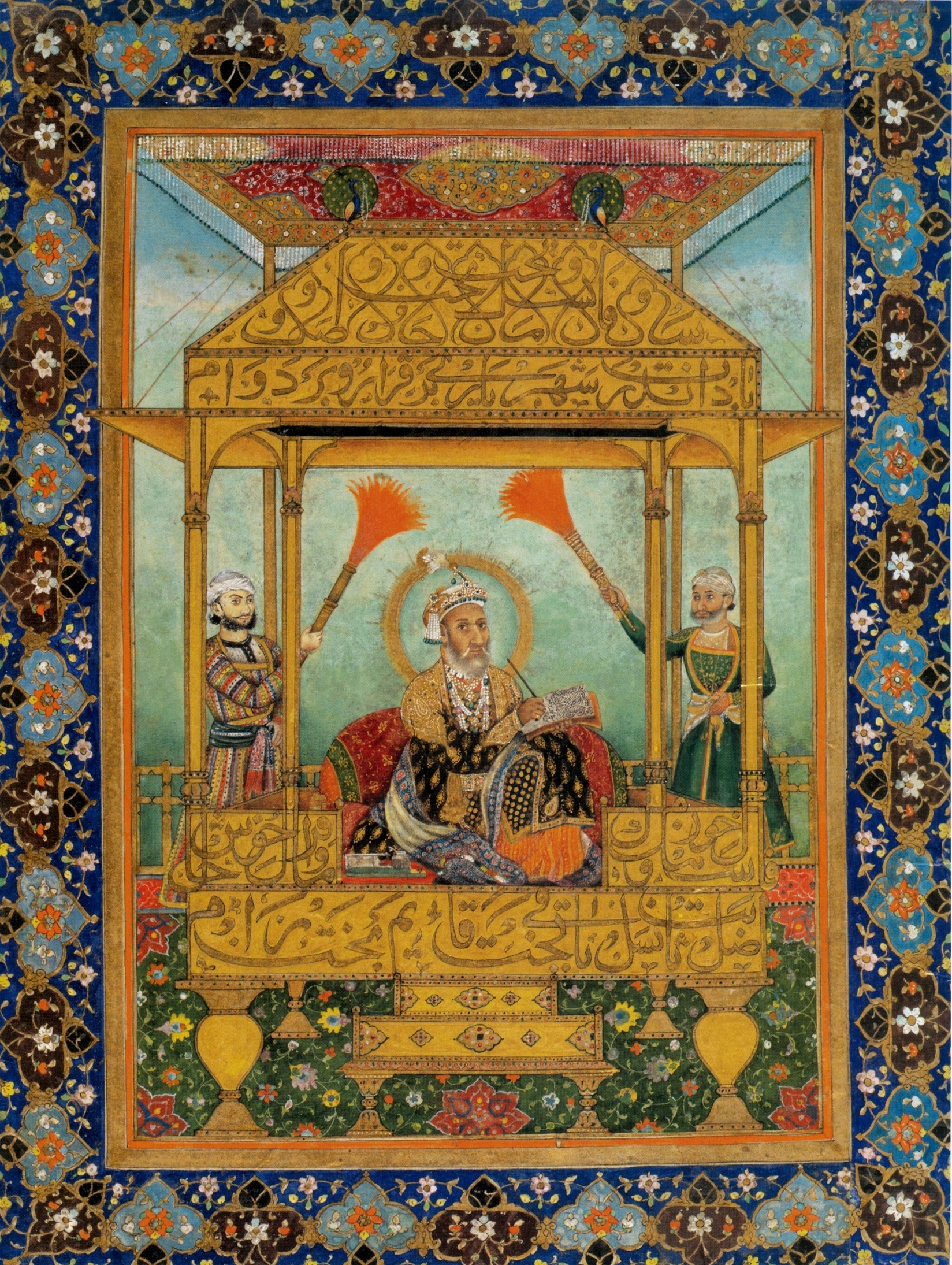
バハードゥル・シャー

沈滞した社会の中、東インド会社の抱えるインド人傭兵（シパーヒー、セポイ）の間では奇妙な噂が流れていた。イギリス軍では新たにエンフィールド銃が導入され、その銃が彼らにも配給されるというのである。
これだけならばどうということもないが、そうはいかなかった。そのエンフィールド銃の薬莢の紙袋には、インドの気候でも最低3年は乾ききらないといわれていた牛と豚の脂が濃厚に塗ってあったのである。当時の弾薬は薬莢を口で噛み切らなければつかえなかったので、もしこのような銃を用いるとしたら、セポイ達は戦闘時に宗教的禁忌を犯し、ひいては神を失うことに繋がったことになる。
シパーヒー達は牛を神聖な動物とするヒンドゥー教徒と、豚を不浄な動物とするイスラーム教徒が多数を占める集団であり、牛や豚の油に塗れた物を口に含むという行為は、到底容認できるものではなかった。しかし、イギリスの司令官は拒否したシパーヒーを投獄したため、他のシパーヒーを激怒させ、5月10日に彼らはメーラトでイギリス人の指揮官らを殺して、デリーに向けて進軍した。
メーラトで反乱を起こしたシパーヒーらはデリーに向かい、翌11日にはデリーでシパーヒーや市民も呼応してイギリス人を追い出し、彼らを迎え入れた。シパーヒーはデリー城に入城したのち、ムガル帝国の皇帝バハードゥル・シャー2世を反乱軍の最高指導者として擁立し、ムガル帝国の統治復活を宣言した。
バハードゥル・シャー2世は反乱にあまり乗り気ではなかったが、彼らに身を委ねるほか選択肢はなかった。その夜、彼は「ヒンドゥスターンの皇帝」としてイギリスに宣戦布告する言文を発した。その文書にはこのように記されていた。
| 「 | 「この聖戦（ジハード）は英国人に対するものである。ヒンドゥー教徒に先方が向けられることのないように」 「もし、朕の命がお前たちのために役立つならば、朕は命をいささかも惜しみはせぬ」 | 」 |

これを機に、イギリスの統治に不満をもっていたインド各地の農民、商工業者、シパーヒーらは蜂起し、反乱の中心地であるデリーを目指した。また、アワド藩王の一族、マラーター王国の宰相の養子ナーナー・サーヒブやその武将ターンティヤー・トーペー、ジャーンシー藩王国の王妃ラクシュミー・バーイー、ビハールの領主クンワール・シングら旧支配層も立ち上がった。

### デリーにおける反乱とその鎮圧

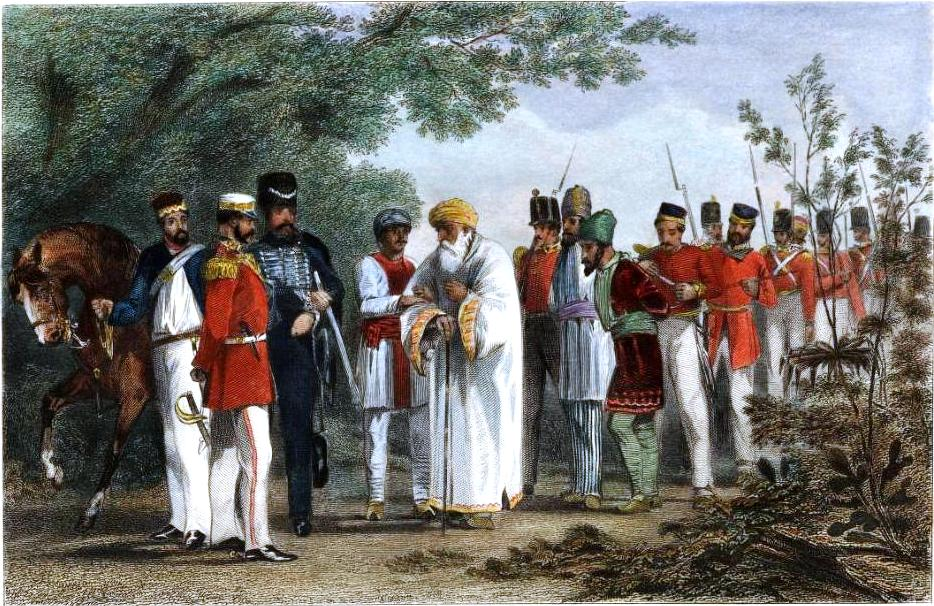
降伏するバハードゥル・シャー2世

デリーの反乱政府では、皇帝バハードゥル・シャー2世を名目上の君主とし、執行機関として兵士6人と一般人4人からなる「行政会議」が結成され（なお、行政会議はヒンドゥーとムスリムそれぞれ5人ずつからなっていた）、反乱軍総大将をバフト・ハーンに決定した。
行政会議はザミーンダーリー制を廃止し、実際の土地耕作者にその土地の権利を認めるなど、民主制に似た体制が樹立された。
イギリスが最も重視した地域は北部の3つの都市デリー、ラクナウ、カーンプルとマラーターが制圧した中部インドであった。8月にはまだ勢いがあった反乱軍も、シパーヒーら指揮官としての経験不足や、9月になるとその勢いを落とし、戦いを繰り返してもイギリス軍に敗れるようになった。やはり、イギリスとインド側反乱軍との間には圧倒的な軍事力・組織力の差があった。
そして、9月14日にイギリス軍はついに、ムガル帝国の首都デリーに総攻撃をかけ、激しい戦いが繰り広げられた（デリー包囲戦）。バハードゥル・シャー2世は包囲攻撃しているさなかヒンドゥー教徒とイスラーム教徒の協力関係の維持に尽力したが、もともと反乱には乗り気ではなかった彼はやがて降伏を決意した。バフト・ハーンは降伏に反対したが、20日と彼はその一族と混乱の中で降伏し、21日までにイギリスはデリーを制圧した。
デリーではイギリス軍による報復として、略奪と無差別虐殺、破壊行為が行われ、その最中に皇帝の息子ミールザー・ムガルとミールザー・ヒズル・スルターン、孫のミールザー・アブー・バフトがウィリアム・ホドソンによって殺害されてしまった。そして、ヒンドゥー教徒は1858年1月まで、ムスリムは1859年1月までデリーに戻ることを許されなかった。
反乱は最大の激戦地アワドへと移り、各地の反乱は次第に鎮圧されていき、1858年6月20日にはラクシュミー・バーイーの拠点で反乱軍最後の拠点でもあったグワーリヤル城が陥落し、同年7月8日インド総督カニングは反乱鎮圧の宣言をした。同月にナーナー・サーヒブが消息を絶ち、バフト・ハーンとターンティヤー・トーペーはゲリラ戦を続けたが、1859年までにそれぞれ処刑あるいは戦死し、同年中頃までに大反乱は終結した。

### ムガル帝国の滅亡とイギリスの直接統治

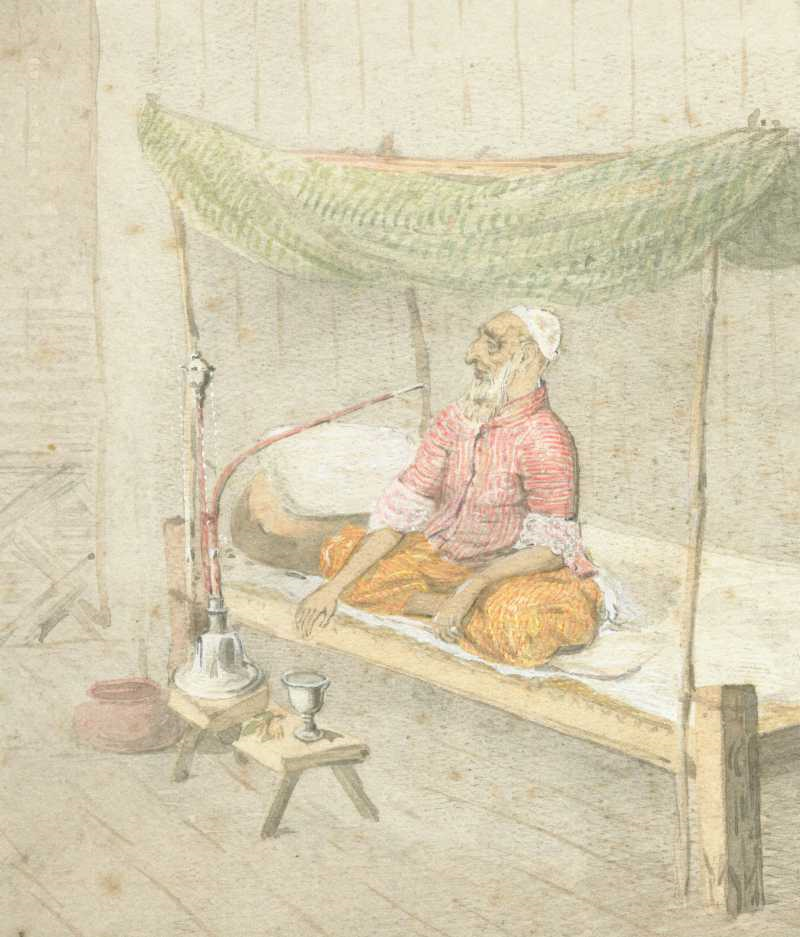
捕えられたバハードゥル・シャー2世

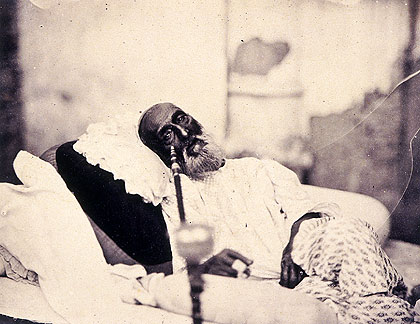
追放の前後に撮影されたバハードゥル・シャー2世

1857年9月にバハードゥル・シャー2世は捕らえられたのち、デリー城で裁判を受け、1858年3月29日にイギリス国王に対する反逆罪を宣告されて廃位された。同年5月、彼は一族とともにビルマのラングーン（現ミャンマーのヤンゴン）に追放された。
同年8月2日、イギリス議会は「インド統治改善法（1858年インド統治法）」を可決し、イギリス東インド会社に大反乱の全責任を負わせ、その全ての権限をイギリス国王に委譲することにした。そして、同年11月1日イギリスはインドの直接統治を宣言し、ここに17代332年続いたムガル帝国は滅亡した。
こうして、バーブルがパーニーパットの戦いでローディー朝を倒してムガル帝国を創始してから332年、またティムールが中央アジアで大帝国を築いてから488年が経っていたこの年、かくしてムガル帝国は滅亡した。
なお、白髭をたくわえ、流謫地へ送られる83歳のバハードゥル・シャー2世の姿が白黒写真にて残されている。廃帝は流謫地ラングーンで一族と余生を過ごし、それから4年後の1862年11月7日にで死去した。老帝が追放先で詠んだ詩は悲哀が漂う、凄絶としたものであった。
| 「 | 「私はだれの光でもない だれの心の芳香でもない わたしはだれの役にも立たない ただひと握りの土、そんなものだ」 | 」 |

バハードゥル・シャー死後、1877年1月1日イギリス国王が「インド皇帝」として即位し、インド総督が副王を兼任する「インド帝国」が成立し、イギリスは名実ともにインドの支配者となった。このような経緯から、インド国民という概念を誕生させたのは、皮肉にもイギリスの統治であったと解する説もみられる。

## 人物

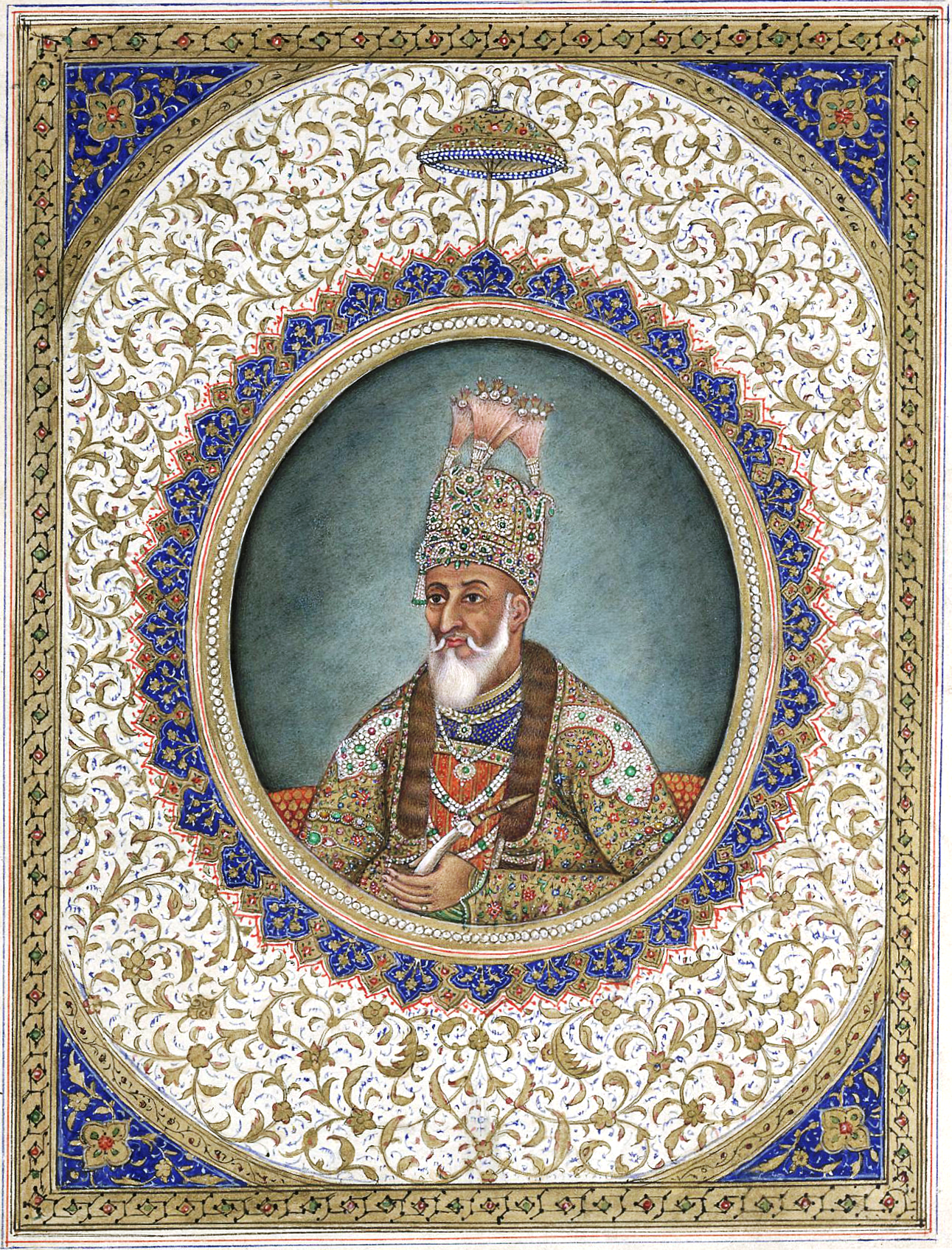
バハードゥル・シャー2世

イギリスの植民地行政官トーマス・メトカーフはバハードゥル・シャー2世の人物像を、「彼（バハードゥル・シャー2世）は穏やかで才能があるが、嘆かわしいことに虚弱で優柔不断」と語っている。彼はまた、「皇帝の重要性に対するひどく誤った考えに感銘を受け、（そのため）屈辱的な思いをさせられることが多く、ときに地方当局と問題を起こすことがある」とも評している。
バハードゥル・シャー2世は父アクバル2世と同じように詩人であり、詩を作るときは自身の名「ザファル」を雅号とした。このザファルは「勝利」を意味する語でもある。

## 家族

### 父母
- アクバル2世
- ラール・バーイー（クードシヤ・ベーグム）

### 后妃

#### 正室
- ザキーアトゥンニサー・ベーグム
- タージ・マハル

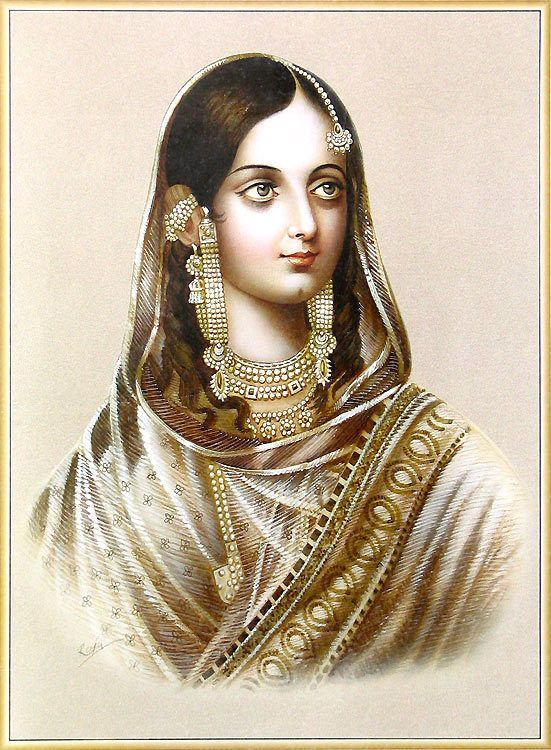
ズィーナト・マハル

- シャラーファトゥル・マハル（モーティー・ベーグム）
- ズィーナト・マハル
- ムサーヒブ・マハル（ピアーリー・ベーグム）
- ヌール・マハル（ピアーリー・ベーグム）
- アズマト・マハル
- アフタール・マハル

計8人。

#### 側室
- ラヒーム・バフシー・バーイー
- モーティー・バーイー
- カユーム・バーイー
- ダウラト・カダム
- アフザルンニサー・ハーヌム
- ラージュンニサー・カワース（ラージュン・カワース）
- ムバーラクンニサー・ハーヌム
- イスラームンニサー
- サジャン・バーイー
- ディル・ルバー
- イシュラト
- アーラームンニサー
- ディル・アーラーム
- スルターン・バーイー
- タハーラト・ファヒーム
- フサイン・バフシュ
- ジャハーン・バフシュ・バーイー
- ザフールンニサー
- カイン・バフシュ
- ドゥビールンニサー
- ガウハール・アフシャール
- ハミーダ・バーイー
- マハー・カウル
- ラティーフ・バーイー
- サティー・マリヤム
- ウチュパル・バーイー

など計47人。

### 息子
- ミールザー・ダーラー・バフト
- ミールザー・シャー・ルフ
- ミールザー・ファトフル・ムルク
- ミールザー・カイムラーズ・スルターン
- ミールザー・ファルフンダ・シャー
- ミールザー・ダーウード
- ミールザー・パルヴィーズ
- ミールザー・ムガル
- ミールザー・クライシュ・シコー
- ミールザー・アブドゥッラー
- ミールザー・スフラーブ・ヒンディー
- ミールザー・アブー・ナーシル
- ミールザー・ウルグ・ターヒル
- ミールザー・フワージャ・スルターン
- ミールザー・ヒズル・スルターン
- ミールザー・ファヒームッディーン
- ミールザー・アブー・バクル
- ミールザー・ジャワーン・バフト

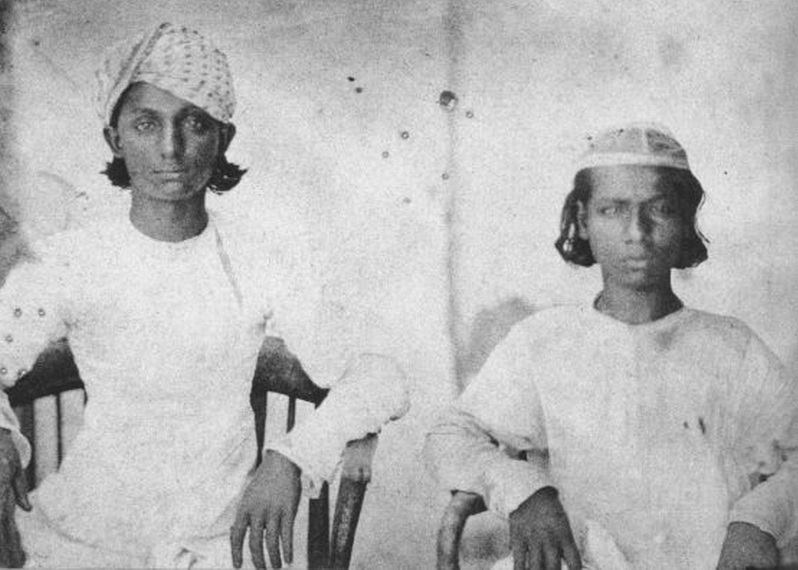
ミールザー・ジャワーン・バフト（左）とミールザー・シャー・アッバース（右）

- ミールザー・クチュク・ムハンマド・スルターン
- ミールザー・シャー・アッバース
- ミールザー・シェール・シャー
- ミールザー・スライマーン・シャー

計22人。

### 娘
計32人。

## ギャラリー
- バハードゥル・シャー2世
- バハードゥル・シャー2世のダルバール
- バハードゥル・シャー2世のカリグラフィー
- バハードゥル・シャー2世の自筆による詩（1844年4月29日）
- バハードゥル・シャー2世のエンブレム
- バハードゥル・シャー2世とズイーナト・マハルの婚姻証明書
- バハードゥル・シャー2世の行列